# Langmuir
Langmuir — науковий журнал, який видає Американське хімічне товариство. Журнал названо на честь американського хіміка та фізика Ірвінга Ленгмюра, виходить 24 рази на рік. Публікуються статті, присвячені колоїдам, міжфазним поверхням і наноматеріалам.
Імпакт-фактор у 2020 році становив 3,882. Згідно зі статистичними даними Web of Science, журнал посідає 70 місце серед 178 журналів в категорії «Мультидисциплінарна хімія»; 138 місце з 334 журналів у категорії «Мультидисциплінарне матеріалознавство»; 72 місце з 162 журналів в категорії «Фізична хімія».